# Hille Perl
Pour les articles homonymes, voir Perl.
Hille Perl (de son vrai nom Hildegard Perl), née à Brême (Allemagne) en 1965, est une gambiste allemande considérée comme une des plus grandes interprètes de la viole de gambe. Elle est spécialisée dans la musique des XVIIe et XVIIIe siècles.

## Biographie
Son père Helmuth Perl était un musicologue spécialiste de Mozart. Elle a décidé de jouer de la viole de gambe après avoir assisté à un concert de Wieland Kuijken quand elle avait cinq ans. Hille Perl a d'abord pris des leçons avec Niklas Trüstedt à Berlin et a étudié à Hambourg avec Pere Ros et plus tard avec Ingrid Stampa. Sa fille Marthe est aussi gambiste.
Son partenaire depuis 1984 en musique est son époux, Lee Santana, qui pratique plusieurs instruments : le luth, le théorbe, le chitarrone et la guitare baroque. Hille Perl joue sur un instrument à sept cordes, réplique d'un Tielke, et une viole de gambe italienne à six cordes. Elle a travaillé particulièrement le répertoire baroque français pour viole de gambe à sept cordes. Elle travaille également le répertoire espagnol, italien et allemand de son instrument et a enregistré plusieurs disques.
Hille Perl a joué avec des ensembles tels que l'Orchestre baroque de Fribourg ou le Balthasar-Neumann-Ensemble. En 2001 elle a fondé, avec son époux et Steve Player, l'ensemble Los Otros, qui s'est produit de nombreuses fois en concerts nationaux et internationaux et a enregistré plusieurs albums.
Hille Perl vit dans le nord de l'Allemagne et enseigne à l'Université de Brême.

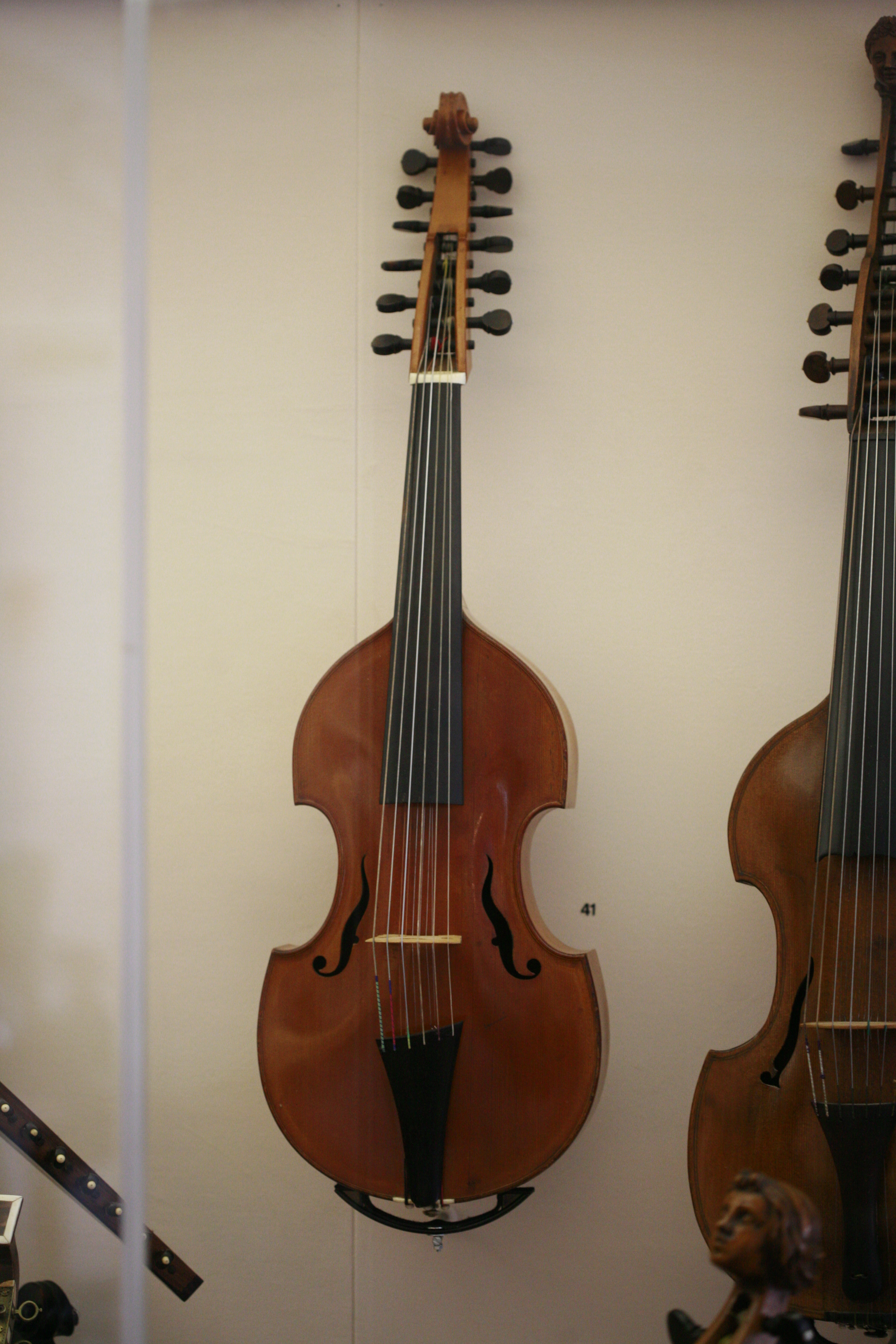
Viole de gambe.

## Enregistrements
- Sainte Colombe, Retrouvé & Changé - Seven strings and more DHM 05472 77373 2
- Bach, Sonates pour viole de gambe et clavecin, BWV 1027-1029 - avec Michael Behringer.
- Doulce Memoire Glosas, Passeggiati & Diminutions around 1600. DHM BMG Ariola 05472 77502 2
- Lee Santana's music The Star and the Sea. Carpe Diem - 16264
- Tinto avec Los Otros Lee Santana et Steve Player. DHM BMG 05472 77861 2
- Why not here - Music for two lyra-viols de Ford, Ferrabosco, Jenkins, Danyel, Holborne, Richard Alison et Lawes (avec Friederike Heumann, Lee Santana et Michael Freimuth) Carpe Diem 16270
- Marais, Pour la Violle et le Théorbe, avec Lee Santana. DHM BMG 82876 58791 2
- Aguirre Sebastián de Aguirre, Antonio Martín y Coll, Anthony Holborne, Santiago de Murcia, Gaspar Sanz - avec Los Otros Lee Santana et Pedro Estevan BMG 82876 60489 2,
- Telemann, La Viola da Gamba Concertata. DHM Sony BMG 82876000000
- Kapsbergiana Arrangements du Libro Terzo de Kapsberger. DHM
- Dowland, In darkness let me dwell, Dorothee Mields soprano. DHM.
- Sixxes or 'the American Gamba', musique de John Cage, Richard Cornell, Martha Bishop, Christian Wolff et Lee Santana. DHM (2012)
- Simpson, The Four Seasons - Hille Perl, The Sirius Viols (4-7 décembre 2015, DHM 88875190982)

## Sources
- (en)/(de) Cet article est partiellement ou en totalité issu des articles intitulés en anglais « Hille Perl » (voir la liste des auteurs) et en allemand « Hille Perl » (voir la liste des auteurs).